# Gan Le'ummi Gush Allonim (naturreservat)
Gan Le'ummi Gush Allonim (hebreiska: גן לאמי גוש אלונים) är ett naturreservat i Israel.   Det ligger i distriktet Haifa, i den norra delen av landet.